# Diambars Football Club de Saly 2011-2012
Questa voce raccoglie le informazioni riguardanti il Diambars Football Club de Saly nelle competizioni ufficiali della stagione 2011-2012.

## Stagione
Il campionato 2011-2012 è stato il primo che il Diambars ha giocato nella massima divisione del campionato senegalese. La squadra, costituita prevalentemente da giovani calciatori talentuosi, ha chiuso l'annata al 2º posto finale. Il calciatore più utilizzato in stagione è stato Simon Diédhiou, con 19 partite in campionato. Ousseynou Boye è stato il miglior marcatore a quota 5 reti.

## Rosa
| N. |                    | Ruolo | Calciatore          |
| -- | ------------------ | ----- | ------------------- |
|    | Senegal (bandiera) | P     | Nfaly Badji         |
|    | Senegal (bandiera) | P     | Abdoulaye Gueye     |
|    | Senegal (bandiera) | P     | Ousmane Mané        |
|    | Senegal (bandiera) | D     | El Hadji Sady Gueye |
|    | Senegal (bandiera) | D     | Seydina Keita       |
|    | Senegal (bandiera) | D     | Mamadou Ndaw        |
|    | Senegal (bandiera) | D     | Djiby Ndiaye        |
|    | Senegal (bandiera) | D     | Bocar Seck          |
|    | Senegal (bandiera) | D     | Khassim Soumaré     |
|    | Senegal (bandiera) | D     | Assane Sylla        |
|    | Senegal (bandiera) | D     | Ousseynou Thioune   |
|    | Senegal (bandiera) | C     | Souleymane Cissé    |
|    | Senegal (bandiera) | C     | Amidou Diop         |
|    | Senegal (bandiera) | C     | Matar Fall          |

| N. |                    | Ruolo | Calciatore            |
| -- | ------------------ | ----- | --------------------- |
|    | Senegal (bandiera) | C     | Moustapha Fofana      |
|    | Senegal (bandiera) | C     | Emmanuel Gomis        |
|    | Senegal (bandiera) | C     | Salim Mamadou Ndao    |
|    | Senegal (bandiera) | C     | Papa Alioune Ndiaye   |
|    | Senegal (bandiera) | C     | Abdou Seck            |
|    | Senegal (bandiera) | A     | Ousseynou Boye        |
|    | Senegal (bandiera) | A     | Arfang Boubacar Daffé |
|    | Senegal (bandiera) | A     | Simon Diédhiou        |
|    | Senegal (bandiera) | A     | Mignane Diouf         |
|    | Senegal (bandiera) | A     | Ousseynou Ndiaye      |
|    | Senegal (bandiera) | A     | Mour Samb             |
|    | Senegal (bandiera) | A     | Yigo Senghor          |
|    | Senegal (bandiera) | A     | Pape Moussa Sow       |

## Statistiche

### Statistiche dei giocatori
| Giocatore   | Ligue 1  | Ligue 1 | Ligue 1     | Ligue 1    | Coupe du Sénégal | Coupe du Sénégal | Coupe du Sénégal | Coupe du Sénégal | Coppe internazionali | Coppe internazionali | Coppe internazionali | Coppe internazionali | Altre coppe | Altre coppe | Altre coppe | Altre coppe | Totale   | Totale | Totale      | Totale     |
| Giocatore   | Presenze | Reti    | Ammonizioni | Espulsioni | Presenze         | Reti             | Ammonizioni      | Espulsioni       | Presenze             | Reti                 | Ammonizioni          | Espulsioni           | Presenze    | Reti        | Ammonizioni | Espulsioni  | Presenze | Reti   | Ammonizioni | Espulsioni |
| ----------- | -------- | ------- | ----------- | ---------- | ---------------- | ---------------- | ---------------- | ---------------- | -------------------- | -------------------- | -------------------- | -------------------- | ----------- | ----------- | ----------- | ----------- | -------- | ------ | ----------- | ---------- |
| N. Badji    | 1        | -?      | ?           | ?          | ?                | -?               | ?                | ?                |                      |                      |                      |                      |             |             |             |             | 1+       | 0+     | 0+          | 0+         |
| O. Boye     | 13       | 5       | ?           | ?          | ?                | ?                | ?                | ?                |                      |                      |                      |                      |             |             |             |             | 13+      | 5+     | 0+          | 0+         |
| S. Cissé    | 16       | 2       | ?           | ?          | ?                | ?                | ?                | ?                |                      |                      |                      |                      |             |             |             |             | 16+      | 2+     | 0+          | 0+         |
| A. Daffé    | 18       | 1       | ?           | ?          | ?                | ?                | ?                | ?                |                      |                      |                      |                      |             |             |             |             | 18+      | 1+     | 0+          | 0+         |
| S. Diédhiou | 19       | 3       | ?           | ?          | ?                | ?                | ?                | ?                |                      |                      |                      |                      |             |             |             |             | 19+      | 3+     | 0+          | 0+         |
| A. Diop     | 11       | 0       | ?           | ?          | ?                | ?                | ?                | ?                |                      |                      |                      |                      |             |             |             |             | 11+      | 0+     | 0+          | 0+         |
| M. Diouf    | 13       | 3       | ?           | ?          | ?                | ?                | ?                | ?                |                      |                      |                      |                      |             |             |             |             | 13+      | 3+     | 0+          | 0+         |
| M. Fall     | 19       | 1       | ?           | ?          | ?                | ?                | ?                | ?                |                      |                      |                      |                      |             |             |             |             | 19+      | 1+     | 0+          | 0+         |
| M. Fofana   | 1        | 0       | ?           | ?          | ?                | ?                | ?                | ?                |                      |                      |                      |                      |             |             |             |             | 1+       | 0+     | 0+          | 0+         |
| E. Gomis    | 8        | 2       | ?           | ?          | ?                | ?                | ?                | ?                |                      |                      |                      |                      |             |             |             |             | 8+       | 2+     | 0+          | 0+         |
| A. Gueye    | 1        | -?      | ?           | ?          | ?                | -?               | ?                | ?                |                      |                      |                      |                      |             |             |             |             | 1+       | 0+     | 0+          | 0+         |
| E. Gueye    | 15       | 0       | ?           | ?          | ?                | ?                | ?                | ?                |                      |                      |                      |                      |             |             |             |             | 15+      | 0+     | 0+          | 0+         |
| S. Keita    | 17       | 2       | ?           | ?          | ?                | ?                | ?                | ?                |                      |                      |                      |                      |             |             |             |             | 17+      | 2+     | 0+          | 0+         |
| O. Mané     | 18       | -?      | ?           | ?          | ?                | -?               | ?                | ?                |                      |                      |                      |                      |             |             |             |             | 18+      | 0+     | 0+          | 0+         |
| S. Ndao     | 16       | 1       | ?           | ?          | ?                | ?                | ?                | ?                |                      |                      |                      |                      |             |             |             |             | 16+      | 1+     | 0+          | 0+         |
| M. Ndaw     | 8        | 0       | ?           | ?          | ?                | ?                | ?                | ?                |                      |                      |                      |                      |             |             |             |             | 8+       | 0+     | 0+          | 0+         |
| D. Ndiaye   | 14       | 0       | ?           | ?          | ?                | ?                | ?                | ?                |                      |                      |                      |                      |             |             |             |             | 14+      | 0+     | 0+          | 0+         |
| O. Ndiaye   | 14       | 1       | ?           | ?          | ?                | ?                | ?                | ?                |                      |                      |                      |                      |             |             |             |             | 14+      | 1+     | 0+          | 0+         |
| P. Ndiaye   | 3+       | 0       | ?           | ?          | ?                | ?                | ?                | ?                |                      |                      |                      |                      |             |             |             |             | 3+       | 0+     | 0+          | 0+         |
| M. Samb     | 1+       | 0       | ?           | ?          | ?                | ?                | ?                | ?                |                      |                      |                      |                      |             |             |             |             | 1+       | 0+     | 0+          | 0+         |
| A. Seck     | 1+       | 0       | ?           | ?          | ?                | ?                | ?                | ?                |                      |                      |                      |                      |             |             |             |             | 1+       | 0+     | 0+          | 0+         |
| B. Seck     | 1+       | 0       | ?           | ?          | ?                | ?                | ?                | ?                |                      |                      |                      |                      |             |             |             |             | 1+       | 0+     | 0+          | 0+         |
| K. Soumaré  | 18       | 0       | ?           | ?          | ?                | ?                | ?                | ?                |                      |                      |                      |                      |             |             |             |             | 18+      | 0+     | 0+          | 0+         |
| P. Sow      | 2        | 0       | ?           | ?          | ?                | ?                | ?                | ?                |                      |                      |                      |                      |             |             |             |             | 2+       | 0+     | 0+          | 0+         |
| A. Sylla    | 3        | 0       | ?           | ?          | ?                | ?                | ?                | ?                |                      |                      |                      |                      |             |             |             |             | 3+       | 0+     | 0+          | 0+         |
| O. Thioune  | 12       | 1       | ?           | ?          | ?                | ?                | ?                | ?                |                      |                      |                      |                      |             |             |             |             | 12+      | 1+     | 0+          | 0+         |